# BYD G6
La BYD G6 est un modèle de berline intermédiaire à quatre portes produite par le constructeur automobile chinois BYD, lancée en septembre 2011.

## Aperçu
La BYD G6 fut présentée au départ comme étant la BYD i6, dérivé de la BYD F6,.